# Prussian Blue (Duo)
Prussian Blue war ein US-amerikanisches Mädchenduo der Zwillinge Lynx Vaughan und Lamb Lennon Gaede (* 30. Juni 1992) aus Kalifornien, das mit rassistischen Liedern große Medienaufmerksamkeit erregte. Die Gruppenmitglieder, welche noch eine jüngere Halbschwester namens Dresden haben, haben sich inzwischen von der neonazistischen Szene distanziert und fühlen sich von ehemaligen Anhängern bedroht.

## Hintergrund

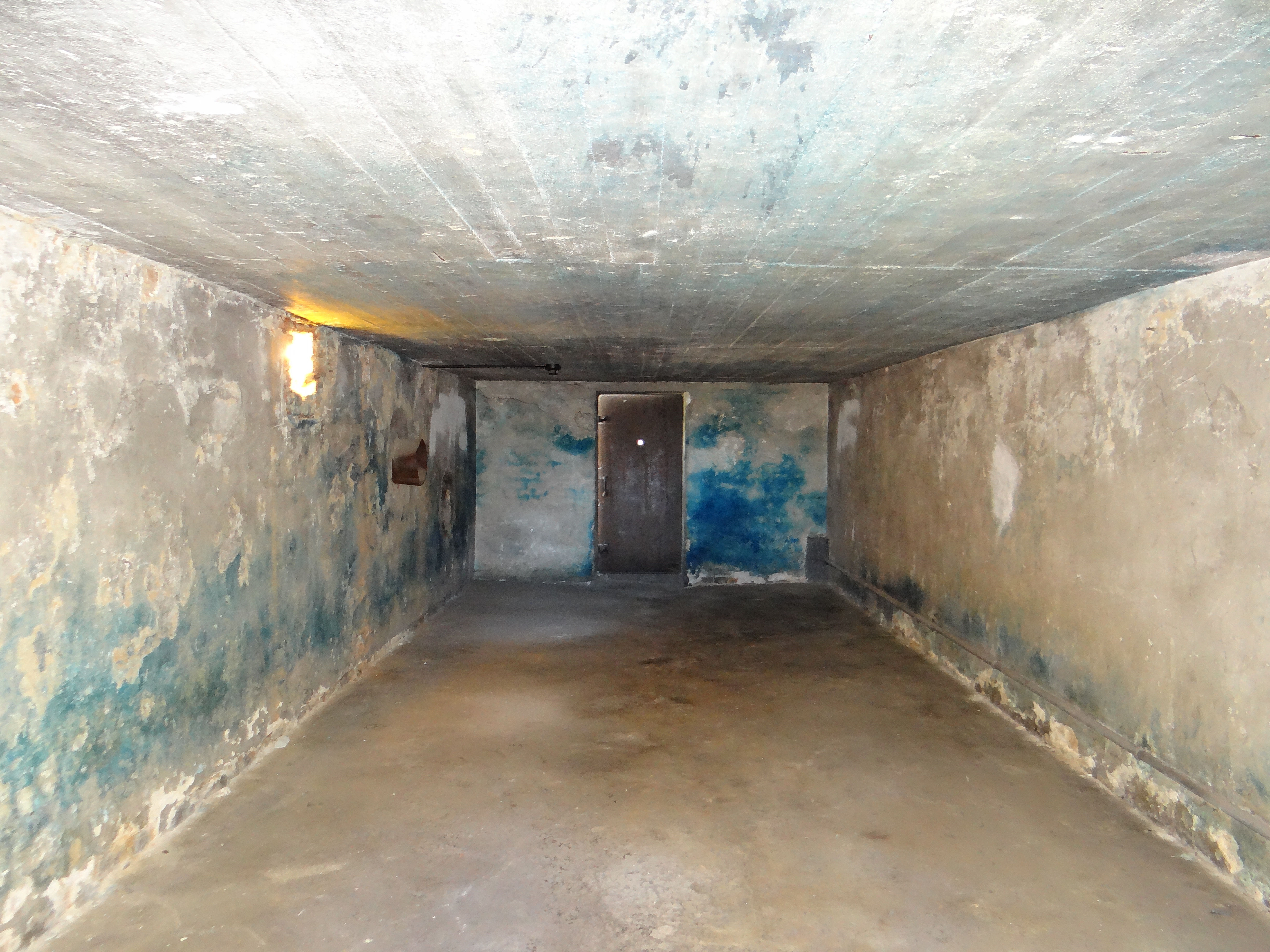
Reste von Preußisch Blau in der Gaskammer des Konzentrations- und Vernichtungslagers Lublin-Majdanek (Bildhintergrund und links unten)

Der Name Prussian Blue (Preußisch Blau) ist eine Anspielung auf die preußischen Wurzeln ihrer Familie. Wie die Bandmitglieder 2004 in einem Interview erklärten, wollten sie den Namen aber auch als Bezugnahme auf das vorgebliche Nichtvorhandensein von Preußisch Blau (Rückstand von Zyklon B) in den Gaskammern der deutschen Konzentrationslager verstanden wissen, laut Holocaust-Leugnern wie Ernst Zündel oder David Irving ein „Beweis“ dafür, dass in KZs keine Menschen mit Zyklon B umgebracht worden wären: „Wir glauben, das könnte Leute dazu bringen, manche Ungereimtheiten des 'Holocaust'-Mythos zu hinterfragen“.
Ein Bild, auf dem die Schwestern T-Shirts mit Hitler-Smiley trugen, ging Ende 2005/Anfang 2006 durch die Medien und hatte die Band kurzzeitig ins Bewusstsein der weltweiten Öffentlichkeit gerückt. Dieses Bild war jedoch kein Bandfoto im eigentlichen Sinn, sondern ein Bild für einen politisch rechtsgerichteten Internetversand, der Lynx und Lamb Gaede als Models verpflichtete. In jüngeren Jahren zeigten sich die Mädchen gern in Trachtenkleidung (Dirndln) und adretten Kleidchen, während später moderne, jugendliche Kleidung bevorzugt wurde. Diese Entwicklung lässt sich anhand von Bandfotos und auch der Albencover nachvollziehen.
Lynx spielte Violine, Lamb spielte Gitarre, beide sangen. Es wurden zwei Alben, Fragment of the Future (2004) und The Path We Chose (2005), veröffentlicht. Neben Eigenkompositionen griffen die Zwillinge Lieder der bekannten neonazistischen Musiker Ian Stuart und Ken McLellan und Klassiker wie The Road to Valhalla oder Victory Day auf. Das erste Album war am Folk-/Liedermachergenre orientiert und behandelte typische Themen neofaschistischer Musik, während das zweite Album leichten, poppigen Rock u. a. auch mit Liebesliedern bot. Auf ihrem ersten, noch unterproduzierten Album war hörbar, dass die Schwestern Gesang und Instrumente nicht perfekt beherrschten. Die zweite Tonträgerveröffentlichung stellte mit ihrer professionelleren Produktion diesbezüglich eine Verbesserung dar.
Lynx und Lamb wurden von der National Alliance, einer Organisation aus dem Bereich der White Supremacy, gefördert und haben an vielen Neonazikonzerten in den Vereinigten Staaten, wie zum Beispiel dem Hammerfest, teilgenommen. In Deutschland wurde der Vertrieb der CDs durch den Versandhandel der NPD und deren Parteiorgan Deutsche Stimme übernommen. Auch Downloadportale wie Napster boten ihre Songs an. Problematische Songtitel wurden von dem eigens für den deutschen Markt zusammengestellten Album For The Fatherland entfernt.
Die beiden Gruppenmitglieder waren bis zur Sekundarstufe an keiner Schule, sondern wurden von ihrer Mutter, mit der sie auf der Farm des Großvaters lebten, häuslich unterrichtet, was in den USA erlaubt ist. Begründet wurde der Hausunterricht mit angeblich falscher Darstellung historischer Fakten in Schulen. Seit Sommer 2006 besuchten Lynx und Lamb laut Aussage der offiziellen Website eine Highschool.
Sowohl Mutter als auch Großvater bekennen sich zum Nationalsozialismus und sind Mitglieder der von Neonazi Gary Lauck gegründeten NSDAP-Aufbauorganisation. Beide stellen dies auch öffentlich mit Hakenkreuzen zur Schau: zum Beispiel markiert der Großvater seine Rinder mit einem Brandzeichen in Form des Hakenkreuzes. Die oft erhobenen Vorwürfe, die Kinder würden für neofaschistische Propaganda missbraucht und wüssten gar nicht, wovon sie singen, werden negiert, wie man auch im Bandblog im Zusammenhang mit einer Rezension des ersten Albums nachlesen kann.
Im Jahre 2002/2003 wirkten Lynx und Lamb zusammen mit ihrer Mutter April in dem US-Horrorfilm „Dark Walker“ mit. Auch in der TV-Dokumentation „Louis and the Nazis“ von Louis Theroux aus dem Jahre 2003 waren die Schwestern und ihre Mutter zu sehen. Eine weitere Dokumentation namens Nazi Pop Twins wurde erstmals im Juli 2007 auf dem britischen TV-Kanal Channel 4 gezeigt. Der Journalist James Quinn begleitete die Band über ein Jahr und zeichnete ein Bild, das hinter die sonst öffentlich gezeigte Fassade blickte. Dazu gehörten zum Beispiel Auseinandersetzungen der Zwillinge mit ihrer Mutter und der vergebliche Versuch der Band, sich von der Neonaziszene zu distanzieren.
Das Duo sollte 2006 auf dem Bayerntag der NPD in Regensburg auftreten. Aus juristischen Gründen musste der Auftritt abgesagt werden. Dafür erfolgte 2007 ein Auftritt beim Sachsentag der NPD.

### Bruch mit der Neonaziszene
Mitte 2011 gaben die Zwillinge gegenüber der Internetzeitung The Daily ihren Ausstieg aus der neonazistischen Szene bekannt. Lamb Gaede erklärte, sie betrachte sich nicht mehr als „weiße Nationalistin“. Vielmehr seien sie und ihre Schwester Lynx inzwischen „ziemlich liberal“. Diese sagte ihrerseits, sie würde die Unterschiedlichkeit lieben: „Es erfüllt mich täglich von Neuem mit Stolz, dass wir so viele verschiedene Kulturen haben, dass wir in der Menschheit so viele Orte und Leute haben.“ Der endgültige Bruch sei mit dem Umzug nach Montana durch den Besuch einer öffentlichen Schule erfolgt. Vorher waren die Zwillinge jahrelang von ihrer neonazistischen Mutter zu Hause unterrichtet worden. Bereits auf den Konzerten der Europareise 2006 habe man gegen deren Rat das Lied Knockin’ on Heaven’s Door des „jüdischen“ Musikers Bob Dylan gespielt. Nach Beendigung der Reise habe man über den beginnenden Gesinnungswandel geschwiegen, um die Medienaufmerksamkeit gering zu halten und „zu versuchen, ein normales Leben zu leben“. Dennoch hatten sie eine im Wesentlichen unveränderte Haltung zum Thema Holocaust.

„Wir wollen für Liebe und Licht stehen. Ich denke, wir sind für mehr bestimmt – wir sind Heiler. Wir wollen einfach so viel Liebe und positive Einstellung wie möglich vermitteln.“

### Krankheiten
Bei Lynx Gaede wurde ein Krebsgeschwür an der Schulter entfernt. In der Folge litt sie unter dem Syndrom des zyklischen Erbrechens. Lamb Gaede leidet unter akuter Skoliose. Inzwischen besaßen beide eine Karte, mit welcher sie Marihuana zur Linderung ihrer Krankheit erwerben konnten. Sie setzten sich dafür ein, dass der Erwerb von Marihuana zu medizinischen Zwecken in allen Bundesstaaten der USA legalisiert wird.

## Diskografie
Alben
- 2004: Fragment of the Future (indiziert am 28. Februar 2006)
- 2005: The Path We Chose
- 2006: For the Fatherland (Kompilation für den deutschen Markt)

Singles
- "Your Daddy"
- "Keepers of the Light" (Battlecry featuring Prussian Blue)
- "Stand Up"
- "I Will Bleed For You"

Filmografien
- 2002: Dark Walker (indiziert)
- 2004: Folk the System
- 2003: Louis and the Nazis
- 2005: Blond hair, blue eyes
- 2007: Nazi Pop Twins
- 2009: A Frightening Message
- 2009: The Outsiders: Part #2